# Conspiração de Anjala

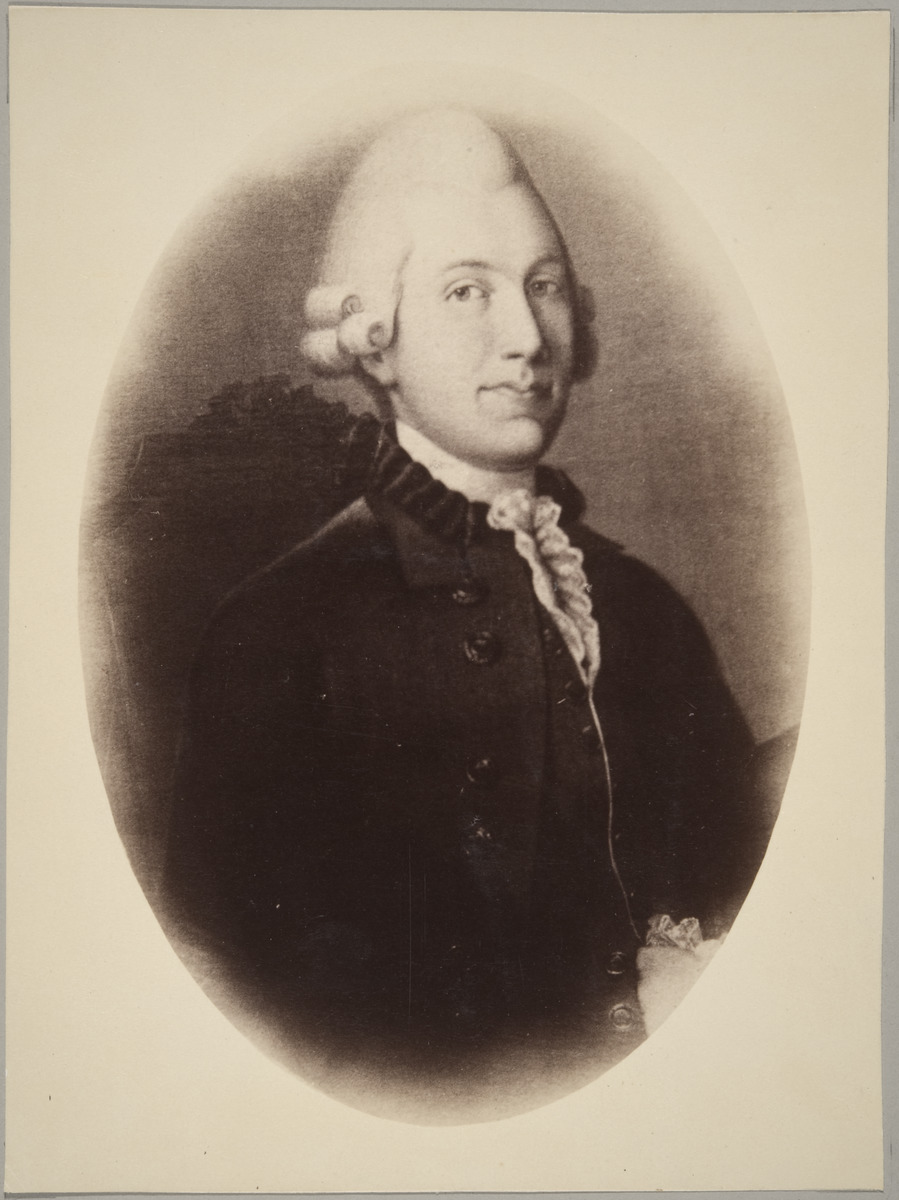
Coronel Johan Henrik Hästesko (1741–1790) foi um soldado da Finlândia e oficial do exércido da Suécia. Fez parte da Conspiração de Anjala e foi executado por isso.

A Conspiração de Anjala (em sueco:  Anjalaförbundet) de 1788 foi um plano de oficiais suecos descontentes com a Guerra Russo-Sueca de 1788-1790 para acabar com a tal guerra, declarando um estado independente Finlândia que foi parte da trama, embora seja disputada a importância que os conspiradores tenham ligado a esse aspecto.